# Streets (gruppo musicale)
Gli Streets sono stati un gruppo rock progressivo statunitense, composto dal cantante e tastierista Steve Walsh, dal chitarrista Mike Slamer, il bassista Billy Greer e dal batterista Tim Gehrt. Si formarono nel 1982 ad Atlanta.

## Storia del gruppo
Steve Walsh era appena uscito dalla band Kansas. Mike Slamer è stato in molte altre band, tra cui i britannici City Boy. Greer e Gehrt erano invece musicisti poco conosciuti. Gehrt stava lavorando con l'ex bassista dei Deep Purple Glenn Hughes quando Walsh lo reclutò per il primo lavoro solista, Schemer-Dreamer. Walsh lo aveva notato quando una delle prime band di Gehrt aveva aperto un concerto per i Kansas. Gli Streets fecero il loro debutto all'annuale Volunteer Jam, organizzata da Charlie Daniels nel gennaio 1983. La band suonò solo quattro canzoni. L'LP di debutto fu pubblicato più tardi quell'anno per Atlantic Records.

## Discografia
- 1983 – 1st
- 1985 – Crimes in Mind

## Formazione

### Storica
- Steve Walsh – voce, tastiere (1982-1985)
- Mike Slamer – chitarra (1982-1985)
- Billy Greer – basso (1982-1985)
- Tim Gehrt – batteria (1982-1983)

### Altri ex membri
- Joey Franco - batteria (1983-1985)